# Włodzimierz Wrona
Włodzimierz Wrona (ur. 16 października 1912 w Desznie, zm. 28 września 1988 w Hayward) – polski matematyk.

## Życiorys
Studiował na Wydziale Filozoficznym Uniwersytetu Jagiellońskiego, podczas nauki od 1932 pracował jako zastępca asystenta w Katedrze Matematyki Akademii Górniczo-Hutniczej w Krakowie. W 1934 ukończył studia, a rok później pracę na AGH i otrzymał etat nauczyciela w Państwowym Gimnazjum w Siemianowicach Śląskich. W 1938 uzyskał stypendium naukowe wyjechał do Amsterdamu kontynuować naukę.
Po wybuchu II wojny światowej powrócił do Krakowa, gdzie był zaangażowany w tajne nauczanie na poziomie szkolnictwa średniego i akademickiego.
Po zakończeniu wojny został adiunktem na AGH, a w 1946 zastępcą profesora, zaś od 1949 docentem. Od 1947 przez rok przebywał na Uniwersytecie w Leeds w Wielkiej Brytanii, gdzie studiował geometrię różniczkową. W 1950 został profesorem nadzwyczajnym, w roku akademickim 1950/1951 był dziekanem Wydziału Hutniczego, równocześnie od 1953 był kierownikiem Katedry Matematyki w AGH. W 1951 otrzymał nagrodę im. Stanisława Zaremby. 15 stycznia 1955 został odznaczony Medalem 10-lecia Polski Ludowej. W 1959 podjął decyzję o przeprowadzeniu się do Warszawy, gdzie na Politechnice Warszawskiej został wykładowcą matematyki na Wydziale Inżynierii Budowlanej, równocześnie został kierownikiem Katedry Matematyki. Od 1959 był profesorem nadzwyczajnym matematyki, od 1970 w Instytucie Matematyki. W 1970 otrzymał zaproszenie od Kalifornijskiego Uniwersytetu Stanowego w Hayward (California State University, East Bay) i wyemigrował do Stanów Zjednoczonych. Przez dziesięć lat był wykładowcą matematyki na stanowisku profesora, w 1980 przeszedł na emeryturę. 
Pochowany na cmentarzu w Hayward.

## Dorobek
- Matematyka wyższa dla studiów technicznych (1957)
- Trzyczęściowa praca dotycząca przestrzeni Finslera (1963)

## Członkostwo
- Polskie Towarzystwo Matematyczne,
- New York Academy of Science,
- London Mathematical Society,
- Tensor Society w Japonii.